# Jean d'Ypres
Escultor e entalhador flamengo do século XVI. Trabalhou em Portugal, tendo executado, juntamente com o seu compatriota Olivier de Gand, o retábulo gótico do altar-mor da Sé Velha de Coimbra, concluído em 1518, além de outras obras desaparecidas. Tendo trabalhado em Sevilha, lavrou retábulos e cadeirais em madeira, além de ter estado ocupado em 1510 em Santa Cruz de Coimbra.